# Ам ан Артоа
Ам ан Артоа (фр. Ham-en-Artois) насеље је и општина у североисточној Француској у региону Север-Па д Кале, у департману Па де Кале која припада префектури Béthune.
По подацима из 2011. године у општини је живело 1013 становника, а густина насељености је износила 316,56 становника/km². Општина се простире на површини од 3,2 km². Налази се на средњој надморској висини од 23 метара (максималној 33 m, а минималној 19 m).

## Демографија
| 1962. | 1968. | 1975. | 1982. | 1990. | 1999. | 2011. |
| ----- | ----- | ----- | ----- | ----- | ----- | ----- |
| 856   | 863   | 890   | 1.005 | 1.032 | 989   | 1.013 |

График промене броја становника у току последњих година